# Deutsche Dreiband-Meisterschaft 1942

Veranstaltungsort: München

Die Deutsche Dreiband-Meisterschaft 1942  (DDM) war die vierzehnte Ausgabe dieser Turnierserie und fand zum ersten Mal vom 29. Januar bis 1. Februar in München, Bayern statt.

## Geschichte
Es war die dritte und letzte „Kriegsmeisterschaft“ bevor es, kriegsbedingt, zu einer Aussetzung des Turniers bis 1947 kam. Die Teilnehmerzahl war wieder auf acht Spieler gesunken.
Der Titelverteidiger Otto Unshelm konnte seine Form vom Vorjahr nicht halten und landete nur auf dem drittletzten Platz, gleichzeitig war es auch seine letzte Teilnahme und August Tiedtke hatte seinen stärksten Gegenspieler verloren. Mit Tiedtkes jüngerem Bruder Gert, Ernst Rudolph, Siegfried Spielmann und  Walter Lütgehetmann kamen zwar starke Spieler nach, aber bis 1955 blieb August Tiedtke unangefochtener Deutscher Dreiband-Meister. Auch diesmal gab er nur ein Spiel ab und spielte gegen Walter Feller ein Remis. Die Turnierbestleistungen des Generaldurchschnittes (GD) und des besten Einzeldurchschnittes (BED) gingen ebenfalls wieder an ihn. Die beste Höchstserie (HS) spielte Gerd Thielens mit 9 Punkten. Georg Berrisch erspielte sich seinen sechsten Vizemeistertitel. Es sollte sein letzter Medaillenrang und auch seine letzte Dreiband-Meisterschaft gewesen sein.

## Modus
Es spielte „Jeder gegen Jeden“ (Round Robin) auf 50 Punkte mit Nachstoß.

## Abschlusstabelle
| MP    | Match Points (Sieger = 2; Unentschieden = 1; Verlierer = 0) |
| Pkte. | Erzielte Karambolagen                                       |
| Aufn. | Benötigte Versuche                                          |
| GD    | Generaldurchschnitt                                         |
| BED   | Bester Einzeldurchschnitt eines Spielers                    |
| HS    | Höchstserie                                                 |
|       | Bester GD des Turniers                                      |
|       | Bester ED des Turniers                                      |
|       | Beste HS des Turniers                                       |
|       | 1. Platz (Gold)                                             |
|       | 2. Platz (Silber)                                           |
|       | 3. Platz (Bronze)                                           |

| 1                          | August Tiedtke (Soldat)       | 13:1 | 350 | 473 | 0,739 | 0,961 | 6 |
| 2                          | Georg Berrisch (Düsseldorf)   | 10:4 | 307 | 586 | 0,523 | 0,724 | 6 |
| 3                          | Franz Hahn (Soldat)           | 8:6  | 301 | 583 | 0,516 | 0,632 | 5 |
| 4                          | Walter Feller (Remscheid)     | 7:7  | 333 | 612 | 0,544 | 0,574 | 6 |
| 5                          | Ernst Halbach (Soldat)        | 6:8  | 310 | 580 | 0,534 | 0,925 | 6 |
| 6                          | Otto Unshelm (Magdeburg)      | 6:8  | 314 | 585 | 0,532 | 0,675 | 7 |
| 7                          | Gerd Thielens (Gelsenkirchen) | 4:10 | 314 | 585 | 0,536 | 0,694 | 9 |
| 8                          | Karl Breitweg (Leipzig)       | 2:12 | 248 | 597 | 0,415 | 0,526 | 6 |
| Turnierdurchschnitt: 0,537 |                               |      |     |     |       |       |   |